# دييغو هيرازو
دييغو هيرازو (بالإسبانية: Diego Fernando Herazo Moreno)‏ هو لاعب كرة قدم كولومبي في مركز الهجوم، ولد في 14 أبريل 1996 في Condoto ‏ في كولومبيا. لعب مع إنديبندينتي ميديلين.

## وصلات خارجية
- دييغو هيرازو على موقع قاعدة بيانات كرة القدم.إي يو (الإنجليزية)
- دييغو هيرازو على موقع Soccerway.com (الإنجليزية)
- دييغو هيرازو على موقع عالم كرة القدم.نت (الإنجليزية)